# Rhaphidophora oophaga
Rhaphidophora oophaga är en insektsart som beskrevs av Lucien Chopard 1959. Rhaphidophora oophaga ingår i släktet Rhaphidophora och familjen grottvårtbitare. Inga underarter finns listade i Catalogue of Life.